# Обикновен бонито
Обикновен бонито (Orcynopsis unicolor) е вид бодлоперка от семейство Scombridae. Видът не е застрашен от изчезване.

## Разпространение и местообитание
Разпространен е в Алжир, Гамбия, Гибралтар, Гърция, Дания, Египет, Западна Сахара, Израел, Испания, Италия, Кипър, Либия, Ливан, Мавритания, Малта, Мароко, Монако, Норвегия, Сенегал, Сирия, Словения, Тунис, Турция, Франция, Хърватия и Швеция.
Обитава полусолени водоеми, океани и морета в райони с умерен климат.

## Описание
На дължина достигат до 1,3 m, а теглото им е максимум 13,1 kg.
Популацията на вида е стабилна.